# The Politics of Reality
The Politics of Reality: Essays in Feminist Theory (en español, 'La política de la realidad: ensayos en teoría feminista') es una colección de ensayos feministas publicada en 1983 por la filósofa Marilyn Frye. Algunos de estos ensayos, desarrollados a través de discursos y conferencias que ella ha dado, han sido citados y reimpresos con frecuencia, y el libro ha sido descrito como un «clásico» de la teoría feminista.

## Resumen
Frye perfila varios conceptos claves y cuestiones fundamentales para la teoría feminista. En el primer ensayo, Oppression («Opresión»), explica una visión estructural de opresión:

La opresión es un sistema de barreras y fuerzas interrelacionadas que reducen, inmovilizan y moldean a las personas que pertenecen a un determinado grupo, y efectúa su subordinación a otro grupo (individualmente a los individuos del otro grupo, y como grupo, a ese grupo).

Utiliza la analogía de una jaula de pájaro para explicar por qué muchas personas no ven opresión:

Si observa muy de cerca un solo cable en la jaula, no podrá ver los otros cables.  Si su concepción de lo que está frente a usted está determinada por este enfoque miope, podría mirar ese cable, arriba y abajo, y ser incapaz de ver por qué un pájaro no volaría alrededor del cable en cualquier momento que quisiera ir a alguna parte [...] Sólo cuando das un paso atrás, dejas de mirar los cables uno por uno, microscópicamente, y tomas una vista macroscópica de toda la jaula, puedes ver por qué el pájaro no va a ninguna parte; y luego lo verás en un momento.

El segundo ensayo, Sexism («Sexismo»), ilustra claramente el sexismo como una forma específica de opresión.  Como filósofa, Frye basa sus argumentos en cuestiones epistemológicas e indagación moral.  Un ejemplo, de su introducción, es:

De lo que trata la teoría feminista, en gran medida, es simplemente identificar esas fuerzas [...] y mostrar la mecánica de sus aplicaciones a las mujeres como grupo (o casta) y a mujeres individuales. La medida del éxito de la teoría es cuánto sentido le da a lo que antes no tenía sentido.

Su ensayo On Separation and Power («Sobre separación y poder») es una justificación para un espacio separado para los grupos oprimidos.
On Being White: Thinking Toward a Feminist Understanding of Race and Race Supremacy («Sobre ser blanca: pensar en una comprensión feminista de la raza y la supremacía racial») es un ejemplo de una filósofa feminista lesbiana radical que habla sobre el proceso de análisis de sus propias actitudes sobre el racismo y cómo encaja en el feminismo.

## Recepción
El libro ha sido citado ampliamente por otros teóricos feministas. Por ejemplo, Sheila Jeffreys cita la introducción en Beauty and Misogyny («Belleza y misoginia»).
En su revisión de los ensayos, Claudia Card elogia el estilo claro de escritura de Frye, así como las contribuciones progresivas del ensayo a la teoría feminista.